# Husseren-les-Châteaux
Husseren-les-Châteaux (deutsch Häusern) ist eine französische Gemeinde mit 497 Einwohnern (Stand 1. Januar 2022) im Département Haut-Rhin in der Region Grand Est (bis 2015 Elsass).

## Geografie
Husseren-les-Châteaux liegt am Fuß der Vogesen, etwa sieben Kilometer südwestlich von Colmar im Elsass. Das Gemeindegebiet gehört zum Regionalen Naturpark Ballons des Vosges. Husseren ist der höchstgelegene Ort der Elsässer Weinstraße. Das Gemeindegebiet wird von dem der Gemeinde Eguisheim umschlossen.

## Geschichte
Von 1871 bis zum Ende des Ersten Weltkrieges gehörte Husseren-les-Châteaux als Teil des Reichslandes Elsaß-Lothringen zum Deutschen Reich und war dem Kreis Colmar im Bezirk Oberelsaß zugeordnet.

### Bevölkerungsentwicklung
| Jahr      | 1910 | 1962 | 1968 | 1975 | 1982 | 1990 | 1999 | 2007 | 2014 |
| Einwohner | 436  | 309  | 333  | 367  | 362  | 377  | 397  | 501  | 488  |

## Sehenswürdigkeiten
- drei Burgruinen der Burgengruppe Drei Exen, teilweise auf dem Gemeindegebiet von Husseren
- Kirche St. Pankratius (Église Saint-Pancrace), 1884 errichtet

|  |  |

## Nachweise
1. 1 2  Gemeindeverzeichnis Deutschland 1900 – Kreis Colmar (Memento des Originals vom 21. Februar 2016 im Internet Archive)  Info: Der Archivlink wurde automatisch eingesetzt und noch nicht geprüft. Bitte prüfe Original- und Archivlink gemäß Anleitung und entferne dann diesen Hinweis.